# Sparganothoides hydeana
Sparganothoides hydeana es una especie de lepidóptero del género Sparganothoides, tribu Sparganothini, familia Tortricidae. Fue descrita científicamente por Klots en 1936.
La longitud de las alas anteriores es de 10,4 a 11,7 milímetros. Se distribuye por Estados Unidos, en el estado de Nuevo México.